# Coly-Saint-Amand
Coly-Saint-Amand község Franciaország Új-Aquitania régiójában, Dordogne megyében. Új községként 2019. január 1-jén jött létre két korábbi község: Saint-Amand-de-Coly és Coly egyesítésével. Lakosainak száma 629 fő (2022. január 1.).

## Népesség
| Lakosok száma | 592  | 579  | 567  | 588  | 608  | 629  |
|               | 2017 | 2018 | 2019 | 2020 | 2021 | 2022 |